# Nehemiah George Massey
Pour les articles homonymes, voir Massey.
Nehemiah George Massey (5 septembre 1903-8 avril 1964) est un homme politique canadien de la Colombie-Britannique. Il est député provincial créditiste de la circonscription britanno-colombienne de Delta de 1956 à 1960.

## Biographie
Né à Courtown (en) près de Gorey dans le comté de Wexford en Irlande, Massey travaille sur le Courtown Lass, navire de son père, en tant que second de cuisine dès l'âge de 13 ans. Devenu second de navire et capitaine à 15 ans, il rentre en Irlande pour soutenir sa mère et ses quatre frères et quatre sœurs, alors que son père est porté disparu en mer à l'âge de 49 ans.
Revenu en Irlande, il est soupçonné d'être un loyaliste membre de l'IRA. Son oncle lui recommande alors de fuir le pays et lui procure un poste sur le Maltilda qui quitte Liverpool en Angleterre en direction d'Halifax en 1922.
Débarqué à Halifax, il se trouve un emploi dans un camp forestier à Plaster Rock au Nouveau-Brunswick. Il parcourt ensuite le Canada vers l'ouest en travaillant comme moissonneur dans plusieurs fermes et ensuite pour la Poole Construction de Regina en Saskatchewan. Il entame alors une formation en mécanique qui le conduit à fonder sa propre entreprise, le Massey's Garage.
Durant la Grande dépression, la famille se dirige vers Ladner en Colombie-Britannique où il devient exploitant de la station-service Union Gas Station. Après le décès de sa première épouse des suites de brûlures importantes, il déménage et ouvre la Massey's Machine Shop pour la réparation de bateaux.

### Tunnel
Exprimant sa frustration quant aux difficultés de transport entre Delta et le Lower Mainland, Massey documente les problèmes liés au transport par le ferry local (en) et en suggérant la création d'un tunnel après avoir consulté des articles d'ingénierie sur le tunnel de la Meuse au Pays-Bas,.
Consultant la société danoise Christiani Nielsen Engineering (en), cette dernière lui propose de lui envoyer un ingénieur pour y faire une étude de faisabilité. Se forme alors le Comité du tunnel en 1947, dont Massey est le premier président, avec l'objectif de rassembler les citoyens intéressés par le projet et de former l'association de développement The Lower Fraser River Crossing Improvement Association. En 1956, les efforts de l'association permettent l'octroi du contrat à la Fondation Canada Engineering Corporation Ltd. pour construction du tunnel via l'île Deas (en) et les travaux s'échèleront jusqu'en 1959 avec une inauguration par la reine Élisabeth II,.
Observant et photographiant l'avancement des travaux, Massey est le dernier usager à payer le péage de 50 cents en 1964,. Il meurt à Delta quelques jours plus tard en avril à l'âge de 60 ans. Afin de lui rendre hommage, le tunnel est renommé George Massey Tunnel le 26 octobre 1967.

## Hommage
Pour son impact sur sa communauté, le Delta Optimist (en) le nomme la personne du siècle de Delta.
Son fils, Douglas George Massey, publie The Journey & Life of George Massey & Family en 2010.